# Regionalliga Bayern 2014-15
La temporada 2014/15 de la Regionalliga Bayern fue la 15.ª edición de la Cuarta División de Alemania. La fase regular comenzó a disputarse el 10 de julio de 2014 y terminó el 23 de mayo de 2015.

## Sistema de competición
Participaron en la Regionalliga Bayern 18 clubes que, siguiendo un calendario establecido por sorteo, se enfrentaron entre sí en dos partidos, uno en terreno propio y otro en campo contrario. El ganador de cada partido obtuvo tres puntos, el empate otorgó un punto y la derrota, cero puntos.
El torneo se disputó entre los meses de julio de 2014 y mayo de 2015. Al término de la temporada, el primero clasificado jugó un partido de Play-Off contra otro campeón de otra Regionalliga mediante sorteo y el ganador ascendió a la 3. Liga de la próxima temporada. Los equipos que terminaron en el puesto 15 y 16 jugaron un partido ida y vuelta por la permanencia contra 2 equipos de la Bayernliga, los dos últimos descendieron a la Oberliga.

## Clubes Participantes
| Club                   | Ciudad      | Estadio                          | Aforo  |
| ---------------------- | ----------- | -------------------------------- | ------ |
| 1. FC Schweinfurt 05   | Schweinfurt | Willy-Sachs-Stadion              | 15.000 |
| FC Augsburg II         | Augsburg    | Rosenaustadion                   | 28.000 |
| FC Bayern de Múnich II | München     | Stadion an der Grünwalder Straße | 21.272 |
| FC Eintracht Bamberg   | Bamberg     | Fuchs-Park-Stadion               | 5.200  |
| FC Ingolstadt 04 II    | Ingolstadt  | BZA Süd-Ost                      | 11.418 |
| FC Memmingen           | Memmingen   | Memminger Arena                  | 7.000  |
| FC Nuremberg II        | Nürnberg    | Grundig-Stadion                  | 50.000 |
| FV Illertissen         | Illertissen | Vöhlin-Stadion                   | 6.000  |
| Greuther Fürth II      | Fürth       | Trolli ARENA                     | 18.000 |
| SpVgg Bayreuth         | Bayreuth    | Hans-Walter-Wild-Stadion         | 21.500 |
| SV Seligenporten       | Pyrbaum     | MARena                           | 2.000  |
| SV Schalding-Heining   | Passau      | Sportanlage Reuthinger Weg       | 2.500  |
| SV Heimstetten         | Heimstetten | Sportpark Heimstetten            | 2.800  |
| SV Wacker Burghausen   | Burghausen  | Wacker-Arena                     | 10.200 |
| TSV 1860 Múnich II     | München     | Stadion an der Grünwalder Straße | 21.272 |
| TSV Buchbach           | Buchbach    | SMR-Arena                        | 3.000  |
| VfR Garching           | Garching    | Stadion am See                   | 4.000  |
| Würzburger Kickers     | Würzburg    | flyeralarm-Arena                 | 14.500 |

## Clasificación
- Actualizado el 23 de mayo de 2015

|  |     | Equipo               | PJ | PG | PE | PP | GF | GC | DG  | PTS |
|  | --- | -------------------- | -- | -- | -- | -- | -- | -- | --- | --- |
|  | 1.  | Würzburger Kickers   | 34 | 24 | 8  | 2  | 67 | 15 | +52 | 80  |
|  | 2.  | FC Bayern Múnich II  | 34 | 22 | 6  | 6  | 60 | 28 | +32 | 72  |
|  | 3.  | 1860 Múnich II       | 34 | 20 | 6  | 8  | 61 | 33 | +28 | 66  |
|  | 4.  | TSV Buchbach         | 34 | 14 | 12 | 8  | 47 | 41 | +6  | 54  |
|  | 5.  | FC Ingolstadt 04 II  | 34 | 13 | 11 | 10 | 47 | 39 | +8  | 50  |
|  | 6.  | SpVgg Bayreuth       | 34 | 14 | 8  | 12 | 48 | 47 | +1  | 50  |
|  | 7.  | FC Memmingen         | 34 | 12 | 11 | 11 | 45 | 51 | -6  | 47  |
|  | 8.  | FC Nuremberg II      | 34 | 12 | 10 | 12 | 39 | 39 | 0   | 46  |
|  | 9.  | FV Illertissen       | 34 | 12 | 9  | 13 | 56 | 55 | +1  | 45  |
|  | 10. | FC Augsburg II       | 34 | 11 | 12 | 11 | 41 | 47 | -6  | 45  |
|  | 11. | SV Wacker Burghausen | 34 | 11 | 9  | 14 | 36 | 43 | -7  | 42  |
|  | 12. | SV Schalding-Heining | 34 | 10 | 10 | 14 | 43 | 52 | -9  | 40  |
|  | 13. | 1. FC Schweinfurt 05 | 34 | 10 | 9  | 15 | 46 | 55 | -9  | 39  |
|  | 14. | Greuther Fürth II    | 34 | 10 | 8  | 16 | 47 | 50 | -3  | 38  |
|  | 15. | SV Heimstetten       | 34 | 8  | 10 | 16 | 40 | 58 | -18 | 33  |
|  | 16. | VfR Garching         | 34 | 8  | 9  | 17 | 42 | 64 | -22 | 32  |
|  | 17. | SV Seligenporten     | 34 | 6  | 10 | 18 | 34 | 61 | -27 | 28  |
|  | 18. | FC Eintracht Bamberg | 34 | 4  | 14 | 16 | 38 | 57 | -19 | 26  |

| Legende |                                                           |
|         | Clasifica para el Play-Off de ascenso por 3. Liga 2015/16 |
|         | Promoción de descenso a Oberliga 2015/16                  |
|         | Desciende a Oberliga 2015/16                              |

## Cuadro de resultados
| 2014/15                | S05 | FCA | FCB | FCE | I04 | MNG | FCN | ILL | GFR | SPB | SCH | SGP | SVH | WBH | TSV | BCH | GAR | WBK |
| ---------------------- | --- | --- | --- | --- | --- | --- | --- | --- | --- | --- | --- | --- | --- | --- | --- | --- | --- | --- |
| 1. FC Schweinfurt 05   | -   | 3:1 | 0:0 | 1:0 | 1:1 | 1:0 | 1:3 | 3:1 | 2:1 | 5:3 | 5:0 | 2:2 | 4:3 | 0:1 | 1:3 | 0:0 | 0:2 | 0:2 |
| FC Augsburg II         | 1:1 | -   | 1:0 | 3:1 | 0:1 | 0:2 | 1:0 | 0:2 | 1:1 | 0:2 | 2:3 | 0:0 | 2:1 | 2:2 | 1:1 | 3:2 | 2:2 | 0:3 |
| FC Bayern de Múnich II | 2:2 | 0:2 | -   | 2:1 | 1:0 | 3:0 | 0:1 | 2:1 | 2:0 | 5:1 | 3:1 | 3:0 | 2:1 | 4:0 | 1:0 | 3:2 | 2:0 | 1:2 |
| FC Eintracht Bamberg   | 0:0 | 3:4 | 0:2 | -   | 1:3 | 3:0 | 1:2 | 1:1 | 2:0 | 0:0 | 1:1 | 2:2 | 0:1 | 0:2 | 1:4 | 2:4 | 1:1 | 0:0 |
| FC Ingolstadt 04 II    | 0:0 | 2:1 | 1:0 | 2:2 | -   | 0:2 | 2:0 | 2:1 | 1:0 | 0:2 | 1:2 | 1:1 | 2:2 | 4:2 | 1:3 | 1:1 | 4:1 | 1:1 |
| FC Memmingen           | 2:2 | 1:0 | 1:4 | 3:3 | 2:2 | -   | 0:0 | 0:0 | 1:6 | 2:1 | 1:0 | 2:1 | 2:1 | 0:0 | 0:0 | 1:2 | 3:0 | 1:1 |
| FC Nuremberg II        | 1:3 | 1:1 | 1:1 | 3:1 | 1:0 | 1:2 | -   | 3:3 | 0:3 | 1:1 | 2:0 | 2:0 | 3:1 | 1:0 | 2:0 | 0:1 | 2:3 | 1:1 |
| FV Illertissen         | 2:1 | 3:0 | 2:3 | 4:1 | 2:1 | 1:1 | 0:0 | -   | 1:3 | 2:2 | 1:3 | 1:0 | 3:1 | 0:0 | 1:2 | 2:3 | 3:1 | 0:0 |
| Greuther Fürth II      | 3:1 | 2:3 | 0:0 | 3:3 | 2:1 | 0:3 | 0:3 | 5:2 | -   | 1:2 | 1:1 | 1:1 | 1:1 | 0:2 | 1:2 | 1:1 | 2:1 | 0:1 |
| SpVgg Bayreuth         | 2:0 | 1:3 | 1:2 | 1:2 | 0:0 | 5:2 | 2:0 | 1:1 | 1:1 | -   | 3:1 | 0:1 | 2:0 | 1:1 | 0:1 | 0:3 | 1:0 | 1:0 |
| SV Schalding-Heining   | 3:0 | 0:1 | 1:2 | 1:0 | 2:0 | 3:0 | 1:1 | 1:3 | 1:3 | 3:2 | -   | 1:0 | 1:1 | 2:1 | 1:1 | 0:0 | 3:3 | 1:2 |
| SV Seligenporten       | 4:1 | 0:0 | 1:2 | 0:0 | 0:3 | 0:6 | 0:1 | 2:3 | 2:0 | 1:1 | 3:3 | -   | 1:2 | 2:1 | 0:3 | 2:2 | 2:0 | 0:2 |
| SV Heimstetten         | 0:3 | 0:0 | 1:2 | 1:1 | 0:3 | 2:2 | 0:0 | 3:2 | 1:0 | 4:0 | 2:1 | 4:1 | -   | 1:1 | 0:4 | 0:1 | 1:0 | 1:2 |
| SV Wacker Burghausen   | 1:0 | 0:0 | 0:0 | 2:3 | 0:1 | 2:0 | 2:1 | 0:2 | 0:2 | 1:3 | 2:0 | 0:2 | 2:1 | -   | 3:0 | 1:0 | 2:2 | 0:0 |
| TSV 1860 Múnich II     | 2:1 | 0:2 | 1:3 | 2:1 | 1:2 | 0:0 | 4:2 | 5:0 | 2:1 | 0:1 | 0:0 | 3:1 | 4:0 | 3:2 | -   | 3:0 | 2:3 | 0:1 |
| TSV Buchbach           | 2:0 | 3:3 | 1:1 | 0:0 | 2:1 | 2:1 | 0:0 | 3:1 | 0:1 | 0:3 | 1:1 | 3:1 | 1:1 | 2:1 | 0:1 | -   | 3:1 | 0:0 |
| VfR Garching           | 5:2 | 1:1 | 1:2 | 1:1 | 2:2 | 1:2 | 2:0 | 0:4 | 2:1 | 0:1 | 2:1 | 2:1 | 1:1 | 0:2 | 1:1 | 0:2 | -   | 0:4 |
| Würzburger Kickers     | 2:0 | 3:0 | 1:0 | 1:0 | 1:1 | 4:0 | 2:0 | 2:1 | 3:1 | 4:1 | 2:0 | 4:0 | 4:1 | 4:0 | 0:2 | 5:0 | 3:1 | -   |

### Campeón
| Bandera del Estado Libre de Baviera                                       |
| Würzburger Kickers 1.er Título Clasifica a la eliminatoria por la 3. Liga |

## Eliminatorias de ascenso y descenso

### Partido por el ascenso
| 27 de mayo de 2015, 19:00 | 1. FC Saarbrücken | 0:1 (0:1) | Würzburger Kickers | Stadion Ludwigspark, Saarbrücken                           |                                                            |
|                           |                   | Reporte   | N. Herzig 37'      | Asistencia: 10.247 espectadores Árbitro(s): Sven Jablonski | Asistencia: 10.247 espectadores Árbitro(s): Sven Jablonski |

| 31 de mayo de 2015, 14:00 | Würzburger Kickers                                                                                  | 0:1 (0:1; 0:0) (t. s.)(0:0 t. s.)(6:5 p.) | 1. FC Saarbrücken                                                              | flyeralarm-Arena, Würzburgo                                 |                                                             |
|                           | | Reporte                                   | F. Luz 60' (pen.)                                                              | Asistencia: 10.500 espectadores Árbitro(s): Patrick Ittrich | Asistencia: 10.500 espectadores Árbitro(s): Patrick Ittrich |
|                           | | Tiros desde el punto penal                |                                                                                |                                                             |                                                             |
|                           | M. Haller · A. Jabiri · C. Bieber · C. Demirtas · N. Weißenberger · C. Schoppenhauer · D. Nothnagel |                                           | A. Mendy · D. Wegner · J. Fiesser · F. Luz · A. Hahn · C. Sauter · D. Doringer |                                                             |                                                             |

### Play-Offs por el descenso

#### Semifinales
| 3 de junio de 2015, 18:30 | FC Pipinsried                  | 2:6 (1:4) | VfR Garching                                                                               | Stadion an der Reichertshausener Straße, Pipinsried |                 |
|                           | G. Goia 26' · M. Eisgruber 53' | Reporte   | O. Hauck 30' · G. Ball 36' (pen.) · L. Genkinger 39' · M. Niebauer 42' 88' · D. Vatany 66' | Árbitro(s): TBD                                     | Árbitro(s): TBD |

| 7 de junio de 2015, 16:00 | VfR Garching  | 1:0 (0:0) | FC Pipinsried | Stadion am See, Garching |                 |
|                           | G. Ball 90+1' | Reporte   |               | Árbitro(s): TBD          | Árbitro(s): TBD |

| 3 de junio de 2015, 18:30 | FC Amberg    | 1:0 (1:0) | SV Heimstetten | Stadion am Schanzl, Amberg |                 |
|                           | J. Ceesay 7' | Reporte   |                | Árbitro(s): TBD            | Árbitro(s): TBD |

| 7 de junio de 2015, 16:00 | SV Heimstetten | 0:0     | FC Amberg | Sportpark Heimstetten, Heimstetten |                 |
|                           |                | Reporte |           | Árbitro(s): TBD                    | Árbitro(s): TBD |

#### Final
| 10 de junio de 2015, 18:30 | FC Amberg         | 2:0 (1:0) | VfR Garching | Stadion am Schanzl, Amberg |                 |
|                            | B. Werner 33' 56' | Reporte   |              | Árbitro(s): TBD            | Árbitro(s): TBD |

| 13 de junio de 2015, 16:00 | VfR Garching | 0:1 (0:0) | FC Amberg     | Stadion am See, Garching |                 |
|                            |              | Reporte   | K. Hempel 84' | Árbitro(s): TBD          | Árbitro(s): TBD |

## Goleadores
- Actualizado el 28 de mayo de 2015

| Pos. | Jugador                 | Equipo               | Goles | Partidos | Media | Penalti |
| ---- | ----------------------- | -------------------- | ----- | -------- | ----- | ------- |
| 1°   | Dominik Stolz           | SpVgg Bayreuth       | 23    | 34       | 0.67  | 4       |
| 2°   | Michael Geldhauser      | FC Memmingen         | 20    | 33       | 0.60  | 0       |
| 3°   | Christopher Bieber      | Würzburger Kickers   | 19    | 34       | 0.55  | 1       |
| 4°   | Ardian Morina           | FV Illertissen       | 15    | 32       | 0.46  | 0       |
| 5°   | Gerrit Wegkamp          | FC Bayern Múnich II  | 15    | 34       | 0.44  | 0       |
| 6°   | Jann-Christopher George | Greuther Fürth II    | 14    | 18       | 0.77  | 2       |
| 7°   | Korbinian Vollmann      | TSV 1860 Múnich II   | 14    | 20       | 0.7   | 0       |
| 8°   | Adam Jabiri             | Würzburger Kickers   | 14    | 26       | 0.53  | 0       |
| 9°   | Michael Pillmeier       | SV Schalding-Heining | 12    | 26       | 0.46  | 2       |
| 10°  | Daniel Schäffler        | FC Eintracht Bamberg | 12    | 33       | 0.36  | 0       |